# Copa Sul-Americana de 2016
A Copa Sul-Americana de 2016 foi a 15.ª edição do torneio de futebol realizado no segundo semestre de cada ano pela Confederação Sul-Americana de Futebol (CONMEBOL). Equipes das dez associações sul-americanas participaram do torneio.
A partida final entre Chapecoense e Atlético Nacional, marcada para 30 de novembro de 2016, foi cancelada após a Chapecoense perder jogadores, comissão técnica e dirigentes num trágico acidente aéreo. Num ato de solidariedade, a Chapecoense foi declarada campeã após o Atlético Nacional solicitar a entrega da taça à equipe. Com isto, a Chapecoense ganhou o direito de disputar a Copa Libertadores da América de 2017, a Recopa Sul-Americana e a Copa Suruga Bank do ano seguinte. Foi o terceiro clube do Brasil campeão do torneio. Além disso, a Chapecoense obteve o primeiro título internacional de sua história, e foi o primeiro time do estado de Santa Catarina a conquistar um título continental, sendo a primeira equipe fora dos 12 grandes do futebol brasileiro a conseguir esse feito.

## Equipes classificadas
| País                                 | Equipe                    | Classificação                                                                                                |
| ------------------------------------ | ------------------------- | --- |
| Argentina · (6 vagas)                | San Lorenzo               | Campeão da Supercopa Argentina de 2015                                                                       |
| Argentina · (6 vagas)                | Independiente             | Vice-campeão da Liguilla Pré Libertadores de 2015                                                            |
| Argentina · (6 vagas)                | Belgrano                  | Vencedor da Liguilla Pré Sul-Americana de 2015 com melhor pontuação                                          |
| Argentina · (6 vagas)                | Estudiantes               | Vencedor da Liguilla Pré Sul-Americana de 2015 com a 2ª melhor pontuação                                     |
| Argentina · (6 vagas)                | Banfield                  | Vencedor da Liguilla Pré Sul-Americana de 2015 com a 3ª melhor pontuação                                     |
| Argentina · (6 vagas)                | Lanús                     | Vencedor da Liguilla Pré Sul-Americana de 2015 com a 4ª melhor pontuação                                     |
| Bolívia · (4 vagas)                  | Bolívar                   | Campeão do Torneio Apertura de 2014 e Clausura de 2015                                                       |
| Bolívia · (4 vagas)                  | Jorge Wilstermann         | Melhor pontuação na temporada 2014–15 não classificado para a Copa Libertadores de 2016                      |
| Bolívia · (4 vagas)                  | Blooming                  | 2ª melhor pontuação na temporada 2014–15 não classificado para a Copa Libertadores de 2016                   |
| Bolívia · (4 vagas)                  | Real Potosí               | 3ª melhor pontuação na temporada 2014–15 não classificado para a Copa Libertadores de 2016                   |
| Brasil · (8 vagas)                   | Sport                     | Melhor colocado no Campeonato Brasileiro de 2015 eliminado antes da quarta fase da Copa do Brasil de 2016    |
| Brasil · (8 vagas)                   | Flamengo                  | 2º melhor colocado no Campeonato Brasileiro de 2015 eliminado antes da quarta fase da Copa do Brasil de 2016 |
| Brasil · (8 vagas)                   | Chapecoense               | 3º melhor colocado no Campeonato Brasileiro de 2015 eliminado antes da quarta fase da Copa do Brasil de 2016 |
| Brasil · (8 vagas)                   | Coritiba                  | 4º melhor colocado no Campeonato Brasileiro de 2015 eliminado antes da quarta fase da Copa do Brasil de 2016 |
| Brasil · (8 vagas)                   | Figueirense               | 5º melhor colocado no Campeonato Brasileiro de 2015 eliminado antes da quarta fase da Copa do Brasil de 2016 |
| Brasil · (8 vagas)                   | Vitória                   | 6º melhor colocado no Campeonato Brasileiro de 2015 eliminado antes da quarta fase da Copa do Brasil de 2016 |
| Brasil · (8 vagas)                   | Santa Cruz                | Campeão da Copa do Nordeste de 2016 eliminado antes da quarta fase da Copa do Brasil de 2016                 |
| Brasil · (8 vagas)                   | Cuiabá                    | Campeão da Copa Verde de 2015 eliminado antes da quarta fase da Copa do Brasil de 2016                       |
| Chile · (4 vagas)                    | Universidad Católica      | Campeão da Liguilla do Torneio Apertura 2015                                                                 |
| Chile · (4 vagas)                    | O'Higgins                 | Campeão da Liguillado Torneio Clausura 2016                                                                  |
| Chile · (4 vagas)                    | Palestino                 | Melhor pontuação na temporada 2015-16 não classificado para a Copa Libertadores de 2016                      |
| Chile · (4 vagas)                    | Universidad de Concepción | 2° melhor pontuação na temporada 2015-16 não classificado para a Copa Libertadores de 2016                   |
| Colômbia · (4 vagas + atual campeão) | Santa Fe                  | Campeão da Copa Sul-Americana de 2015                                                                        |
| Colômbia · (4 vagas + atual campeão) | Junior de Barranquilla    | Campeão da Copa Colômbia de 2015                                                                             |
| Colômbia · (4 vagas + atual campeão) | Atlético Nacional         | Campeão da Superliga Colombiana de 2016                                                                      |
| Colômbia · (4 vagas + atual campeão) | Independiente Medellín    | Melhor pontuação na temporada 2015 não classificado para a Copa Libertadores de 2016                         |
| Colômbia · (4 vagas + atual campeão) | Deportes Tolima           | 2ª melhor pontuação na temporada 2015 não classificado para a Copa Libertadores de 2016                      |
| Equador · (4 vagas)                  | Emelec                    | Campeão do Campeonato Equatoriano de 2015                                                                    |
| Equador · (4 vagas)                  | Barcelona de Guayaquil    | Melhor pontuação na temporada 2015 não classificado para a Copa Libertadores de 2016                         |
| Equador · (4 vagas)                  | Universidad Católica      | 2ª melhor pontuação na temporada 2015 não classificado para a Copa Libertadores de 2016                      |
| Equador · (4 vagas)                  | Aucas                     | 3ª melhor pontuação na temporada 2015 não classificado para a Copa Libertadores de 2016                      |
| Paraguai · (4 vagas)                 | Cerro Porteño             | Campeão da temporada 2015 (Apertura ou Clausura) com melhor pontuação                                        |
| Paraguai · (4 vagas)                 | Libertad                  | Melhor pontuação na temporada 2015 não classificado para a Copa Libertadores de 2016                         |
| Paraguai · (4 vagas)                 | Sol de América            | 2ª melhor pontuação na temporada 2015 não classificado para a Copa Libertadores de 2016                      |
| Paraguai · (4 vagas)                 | Sportivo Luqueño          | 2ª melhor pontuação na temporada 2015 não classificado para a Copa Libertadores de 2016                      |
| Peru · (4 vagas)                     | Real Garcilaso            | 4ª colocado do Campeonato Descentralizado de 2015                                                            |
| Peru · (4 vagas)                     | Sport Huancayo            | Melhor pontuação no Campeonato Descentralizado de 2015 não classificado para os play-offs                    |
| Peru · (4 vagas)                     | Deportivo Municipal       | 2ª melhor pontuação no Campeonato Descentralizado de 2015 não classificado para os play-offs                 |
| Peru · (4 vagas)                     | Universitario             | 3ª melhor pontuação no Campeonato Descentralizado de 2015 não classificado para os play-offs                 |
| Uruguai · (4 vagas)                  | Peñarol                   | Campeão do Campeonato Uruguaio de 2015–16                                                                    |
| Uruguai · (4 vagas)                  | Plaza Colonia             | Melhor pontuação na temporada 2015–16 não classificado para a Copa Libertadores de 2017                      |
| Uruguai · (4 vagas)                  | Montevideo Wanderers      | 2ª melhor pontuação na temporada 2015–16 não classificado para a Copa Libertadores de 2017                   |
| Uruguai · (4 vagas)                  | Fénix                     | 3ª melhor pontuação na temporada 2015–16 não classificado para a Copa Libertadores de 2017                   |
| Venezuela · (4 vagas)                | Deportivo La Guaira       | Campeão da Copa Venezuela de 2015                                                                            |
| Venezuela · (4 vagas)                | Zamora                    | Campeão do Torneio de Adecuación 2015                                                                        |
| Venezuela · (4 vagas)                | Deportivo Anzoátegui      | Vice-campeão do Torneo Apertura 2016                                                                         |
| Venezuela · (4 vagas)                | Deportivo Lara            | Vice-campeão da Copa Venezuela de 2015                                                                       |

## Sorteio
O sorteio que determinou os cruzamentos da competição foi realizado no dia 12 de julho de 2016, em um evento da CONMEBOL, em Santiago no Chile.
Com exceção do atual campeão do torneio, que entrou diretamente na fase de oitavas de final, as outras 46 equipes foram divididas em quatro zonas na primeira fase: Sul (Bolívia, Chile, Paraguai e Uruguai), Norte (Colômbia, Equador, Peru e Venezuela), Argentina e Brasil. As equipes das zonas Sul e Norte entraram na primeira fase e as equipes da Argentina e do Brasil a partir da segunda fase.

## Primeira fase
A primeira fase foi disputada por 32 equipes, em partidas eliminatórias em ida e volta. Em caso de empate no placar agregado, a regra do gol fora de casa seria considerada e, persistindo a igualdade, a vaga seria definida na disputa por pênaltis.

### Zona Sul
| Chave | Equipe 1                  | Total       | Equipe 2             | Ida | Volta |
| ----- | ------------------------- | ----------- | -------------------- | --- | ----- |
| G1    | Fénix                     | 1–2         | Cerro Porteño        | 1–0 | 0–2   |
| G2    | Sportivo Luqueño          | 1–1 (gf)    | Peñarol              | 0–0 | 1–1   |
| G3    | Universidad de Concepción | 2–3         | Bolívar              | 2–0 | 0–3   |
| G4    | Real Potosí               | 4–2         | Universidad Católica | 3–1 | 1–1   |
| G5    | Blooming                  | 1–1 (4–1 p) | Plaza Colonia        | 1–0 | 0–1   |
| G6    | Sol de América            | 2–2 (5–4 p) | Jorge Wilstermann    | 1–1 | 1–1   |
| G7    | Montevideo Wanderers      | 0–0 (5–4 p) | O'Higgins            | 0–0 | 0–0   |
| G8    | Palestino                 | 4–0         | Libertad             | 1–0 | 3–0   |

### Zona Norte
| Chave | Equipe 1               | Total       | Equipe 2               | Ida | Volta |
| ----- | ---------------------- | ----------- | ---------------------- | --- | ----- |
| G9    | Universitario          | 1–6         | Emelec                 | 0–3 | 1–3   |
| G10   | Aucas                  | 2–2 (gf)    | Real Garcilaso         | 2–1 | 0–1   |
| G11   | Deportivo Lara         | 2–5         | Junior de Barranquilla | 1–3 | 1–2   |
| G12   | Deportes Tolima        | 0–1         | Deportivo La Guaira    | 0–0 | 0–1   |
| G13   | Barcelona de Guayaquil | 2–2 (0–3 p) | Zamora                 | 1–1 | 1–1   |
| G14   | Independiente Medellín | 2–1         | Universidad Católica   | 1–1 | 1–0   |
| G15   | Deportivo Anzoátegui   | 2–2 (gf)    | Sport Huancayo         | 2–1 | 0–1   |
| G16   | Deportivo Municipal    | 0–6         | Atlético Nacional      | 0–5 | 0–1   |

## Segunda fase
A segunda fase foi disputada pelas equipes da Argentina e do Brasil e os dezesseis que avançaram da primeira fase. Foram dezesseis chaves com partidas de ida e volta, sendo que o Santa Fe estava diretamente classificado às oitavas de final por ser o campeão do ano anterior. Em caso de empate no placar agregado, a regra do gol fora de casa entraria em consideração e, persistindo a igualdade, a vaga seria definida pela disputa nos pênaltis.
| Chave | Equipe 1                                              | Total                                                 | Equipe 2                                              | Ida                                                   | Volta                                                 |
| ----- | ----------------------------------------------------- | ----------------------------------------------------- | ----------------------------------------------------- | ----------------------------------------------------- | ----------------------------------------------------- |
| O1    | Santa Cruz                                            | 1–0                                                   | Sport                                                 | 0–0                                                   | 1–0                                                   |
| O2    | Deportivo La Guaira                                   | 4–2                                                   | Emelec                                                | 4–2                                                   | 0–0                                                   |
| O3    | Cuiabá                                                | 2–3                                                   | Chapecoense                                           | 1–0                                                   | 1–3                                                   |
| O4    | Bolívar                                               | 1–2                                                   | Atlético Nacional                                     | 1–1                                                   | 0–1                                                   |
| O5    | Estudiantes                                           | 1–2                                                   | Belgrano                                              | 1–0                                                   | 0–2                                                   |
| O6    | Blooming                                              | 1–3                                                   | Junior de Barranquilla                                | 0–2                                                   | 1–1                                                   |
| O7    | Figueirense                                           | 5–5 (gf)                                              | Flamengo                                              | 4–2                                                   | 1–3                                                   |
| O8    | Cerro Porteño                                         | 7–0                                                   | Real Potosí                                           | 6–0                                                   | 1–0                                                   |
| O9    | Santa Fe diretamente classificado às oitavas de final | Santa Fe diretamente classificado às oitavas de final | Santa Fe diretamente classificado às oitavas de final | Santa Fe diretamente classificado às oitavas de final | Santa Fe diretamente classificado às oitavas de final |
| O10   | Real Garcilaso                                        | 2–3                                                   | Palestino                                             | 2–2                                                   | 0–1                                                   |
| O11   | Zamora                                                | 0–2                                                   | Montevideo Wanderers                                  | 0–1                                                   | 0–1                                                   |
| O12   | Vitória                                               | 2–2 (gf)                                              | Coritiba                                              | 2–1                                                   | 0–1                                                   |
| O13   | Sol de América                                        | 2–1                                                   | Sport Huancayo                                        | 1–0                                                   | 1–1                                                   |
| O14   | Lanús                                                 | 0–3                                                   | Independiente                                         | 0–2                                                   | 0–1                                                   |
| O15   | Banfield                                              | 3–4                                                   | San Lorenzo                                           | 2–0                                                   | 1–4                                                   |
| O16   | Independiente Medellín                                | 3–2                                                   | Sportivo Luqueño                                      | 3–0                                                   | 0–2                                                   |

## Fase final
Em itálico, os times que possuem o mando de campo no primeiro jogo do confronto e em negrito os times classificados. 
|  | Oitavas de final             | Oitavas de final       | Oitavas de final    | Oitavas de final    |   |                        | Quartas de final   | Quartas de final   | Quartas de final   | Quartas de final   |  |               | Semifinais         | Semifinais         | Semifinais         | Semifinais         |                   |   | Final     | Final     | Final     | Final     |
|  | 20 a 29 de setembro          | 20 a 29 de setembro    | 20 a 29 de setembro | 20 a 29 de setembro |   |                        | 18 a 27 de outubro | 18 a 27 de outubro | 18 a 27 de outubro | 18 a 27 de outubro |  |               | 1 a 24 de novembro | 1 a 24 de novembro | 1 a 24 de novembro | 1 a 24 de novembro |                   |   | Cancelada | Cancelada | Cancelada | Cancelada |
|  |                              |                        |                     |                     |   |                        |                    |                    |                    |                    |  |               |                    |                    |                    |                    |                   |   |           |           |           |           |
|  | Independiente Medellín (gf)  | 2                      | 1                   | 3                   |   |                        |                    |                    |                    |                    |  |               |                    |                    |                    |                    |                   |   |           |           |           |           |
|  | Santa Cruz                   | 0                      | 3                   | 3                   |   |                        |                    |                    |                    |                    |  |               |                    |                    |                    |                    |                   |   |           |           |           |           |
|  | Santa Cruz                   | 0                      | 3                   | 3                   |   | Independiente Medellín | 0                  | 0                  | 0                  |                    |  |               |                    |                    |                    |                    |                   |   |           |           |           |           |
|  |                              |                        |                     |                     |   | Independiente Medellín | 0                  | 0                  | 0                  |                    |  |               |                    |                    |                    |                    |                   |   |           |           |           |           |
|  |                              | Cerro Porteño          | 0                   | 2                   | 2 |                        |                    |                    |                    |                    |  |               |                    |                    |                    |                    |                   |   |           |           |           |           |
|  | Santa Fe                     | Cerro Porteño          | 0                   | 2                   | 2 | 2                      | 1                  | 3                  |                    |                    |  |               |                    |                    |                    |                    |                   |   |           |           |           |           |
|  | Santa Fe                     |                        |                     |                     |   | 2                      | 1                  | 3                  |                    |                    |  |               |                    |                    |                    |                    |                   |   |           |           |           |           |
|  | Cerro Porteño                | 0                      | 4                   | 4                   |   |                        |                    |                    |                    |                    |  |               |                    |                    |                    |                    |                   |   |           |           |           |           |
|  | Cerro Porteño                | 0                      | 4                   | 4                   |   |                        |                    |                    |                    |                    |  | Cerro Porteño | 1                  | 0                  | 1                  |                    |                   |   |           |           |           |           |
|  |                              |                        |                     |                     |   |                        |                    |                    |                    |                    |  | Cerro Porteño | 1                  | 0                  | 1                  |                    |                   |   |           |           |           |           |
|  |                              | Atlético Nacional (gf) | 1                   | 0                   | 1 |                        |                    |                    |                    |                    |  |               |                    |                    |                    |                    |                   |   |           |           |           |           |
|  | Coritiba (pen)               | Atlético Nacional (gf) | 1                   | 0                   | 1 | 1                      | 2                  | 3 (4)              |                    |                    |  |               |                    |                    |                    |                    |                   |   |           |           |           |           |
|  | Coritiba (pen)               |                        |                     |                     |   | 1                      | 2                  | 3 (4)              |                    |                    |  |               |                    |                    |                    |                    |                   |   |           |           |           |           |
|  | Belgrano                     | 2                      | 1                   | 3 (3)               |   |                        |                    |                    |                    |                    |  |               |                    |                    |                    |                    |                   |   |           |           |           |           |
|  | Belgrano                     | 2                      | 1                   | 3 (3)               |   | Coritiba               | 1                  | 1                  | 2                  |                    |  |               |                    |                    |                    |                    |                   |   |           |           |           |           |
|  |                              |                        |                     |                     |   | Coritiba               | 1                  | 1                  | 2                  |                    |  |               |                    |                    |                    |                    |                   |   |           |           |           |           |
|  |                              | Atlético Nacional      | 1                   | 3                   | 4 |                        |                    |                    |                    |                    |  |               |                    |                    |                    |                    |                   |   |           |           |           |           |
|  | Sol de América               | Atlético Nacional      | 1                   | 3                   | 4 | 1                      | 0                  | 1                  |                    |                    |  |               |                    |                    |                    |                    |                   |   |           |           |           |           |
|  | Sol de América               |                        |                     |                     |   | 1                      | 0                  | 1                  |                    |                    |  |               |                    |                    |                    |                    |                   |   |           |           |           |           |
|  | Atlético Nacional            | 1                      | 2                   | 3                   |   |                        |                    |                    |                    |                    |  |               |                    |                    |                    |                    |                   |   |           |           |           |           |
|  | Atlético Nacional            | 1                      | 2                   | 3                   |   |                        |                    |                    |                    |                    |  |               |                    |                    |                    |                    | Atlético Nacional | – | –         | –         |           |           |
|  |                              |                        |                     |                     |   |                        |                    |                    |                    |                    |  |               |                    |                    |                    |                    |                   | – | –         | –         |           |           |
|  |                              | Chapecoense            | –                   | –                   | – |                        |                    |                    |                    |                    |  |               |                    |                    |                    |                    |                   |   |           |           |           |           |
|  | San Lorenzo                  | Chapecoense            | –                   | –                   | – | 2                      | 2                  | 4                  |                    |                    |  |               |                    |                    |                    |                    |                   |   |           |           |           |           |
|  | San Lorenzo                  |                        |                     |                     |   | 2                      | 2                  | 4                  |                    |                    |  |               |                    |                    |                    |                    |                   |   |           |           |           |           |
|  | Deportivo La Guaira          | 1                      | 0                   | 1                   |   |                        |                    |                    |                    |                    |  |               |                    |                    |                    |                    |                   |   |           |           |           |           |
|  | Deportivo La Guaira          | 1                      | 0                   | 1                   |   | San Lorenzo            | 2                  | 0                  | 2                  |                    |  |               |                    |                    |                    |                    |                   |   |           |           |           |           |
|  |                              |                        |                     |                     |   | San Lorenzo            | 2                  | 0                  | 2                  |                    |  |               |                    |                    |                    |                    |                   |   |           |           |           |           |
|  |                              | Palestino              | 0                   | 1                   | 1 |                        |                    |                    |                    |                    |  |               |                    |                    |                    |                    |                   |   |           |           |           |           |
|  | Palestino (gf)               | Palestino              | 0                   | 1                   | 1 | 0                      | 2                  | 2                  |                    |                    |  |               |                    |                    |                    |                    |                   |   |           |           |           |           |
|  | Palestino (gf)               |                        |                     |                     |   | 0                      | 2                  | 2                  |                    |                    |  |               |                    |                    |                    |                    |                   |   |           |           |           |           |
|  | Flamengo                     | 1                      | 1                   | 2                   |   |                        |                    |                    |                    |                    |  |               |                    |                    |                    |                    |                   |   |           |           |           |           |
|  | Flamengo                     | 1                      | 1                   | 2                   |   |                        |                    |                    |                    |                    |  | San Lorenzo   | 1                  | 0                  | 1                  |                    |                   |   |           |           |           |           |
|  |                              |                        |                     |                     |   |                        |                    |                    |                    |                    |  | San Lorenzo   | 1                  | 0                  | 1                  |                    |                   |   |           |           |           |           |
|  |                              | Chapecoense (gf)       | 1                   | 0                   | 1 |                        |                    |                    |                    |                    |  |               |                    |                    |                    |                    |                   |   |           |           |           |           |
|  | Montevideo Wanderers         | Chapecoense (gf)       | 1                   | 0                   | 1 | 0                      | 0                  | 0 (3)              |                    |                    |  |               |                    |                    |                    |                    |                   |   |           |           |           |           |
|  | Montevideo Wanderers         |                        |                     |                     |   | 0                      | 0                  | 0 (3)              |                    |                    |  |               |                    |                    |                    |                    |                   |   |           |           |           |           |
|  | Junior de Barranquilla (pen) | 0                      | 0                   | 0 (4)               |   |                        |                    |                    |                    |                    |  |               |                    |                    |                    |                    |                   |   |           |           |           |           |
|  | Junior de Barranquilla (pen) | 0                      | 0                   | 0 (4)               |   | Junior de Barranquilla | 1                  | 0                  | 1                  |                    |  |               |                    |                    |                    |                    |                   |   |           |           |           |           |
|  |                              |                        |                     |                     |   | Junior de Barranquilla | 1                  | 0                  | 1                  |                    |  |               |                    |                    |                    |                    |                   |   |           |           |           |           |
|  |                              | Chapecoense            | 0                   | 3                   | 3 |                        |                    |                    |                    |                    |  |               |                    |                    |                    |                    |                   |   |           |           |           |           |
|  | Independiente                | Chapecoense            | 0                   | 3                   | 3 | 0                      | 0                  | 0 (4)              |                    |                    |  |               |                    |                    |                    |                    |                   |   |           |           |           |           |
|  | Independiente                |                        |                     |                     |   | 0                      | 0                  | 0 (4)              |                    |                    |  |               |                    |                    |                    |                    |                   |   |           |           |           |           |
|  | Chapecoense (pen)            | 0                      | 0                   | 0 (5)               |   |                        |                    |                    |                    |                    |  |               |                    |                    |                    |                    |                   |   |           |           |           |           |

### Final

#### Acidente da aeronave da Chapecoense
Na madrugada do dia 29 de novembro de 2016, foi confirmado o acidente da aeronave RJ85 próximo a Medellín, na Colômbia. No avião, encontrava-se toda a comissão técnica e os jogadores da Chapecoense, além de jornalistas que fariam a cobertura do primeiro jogo da final, totalizando 68 passageiros e nove tripulantes. O acidente ocorreu exatamente às 21h54 no horário local no município de La Unión, mas o destino final era Medellín onde seria realizada a final da Copa Sul-Americana, entre a Chapecoense e Atlético Nacional local.
No desastre apenas três jogadores da Chapecoense sobreviveram: o lateral Alan Ruschel, primeiro a ser resgatado do local do acidente, o goleiro Jakson Follmann, que teve que amputar uma das pernas como consequência dos ferimentos, e o zagueiro Neto, último a ser resgatado oito horas após o desastre. Dois integrantes da tripulação e um jornalista também sobreviveram, porém as demais 71 pessoas a bordo morreram em decorrência do acidente.

#### Cancelamento

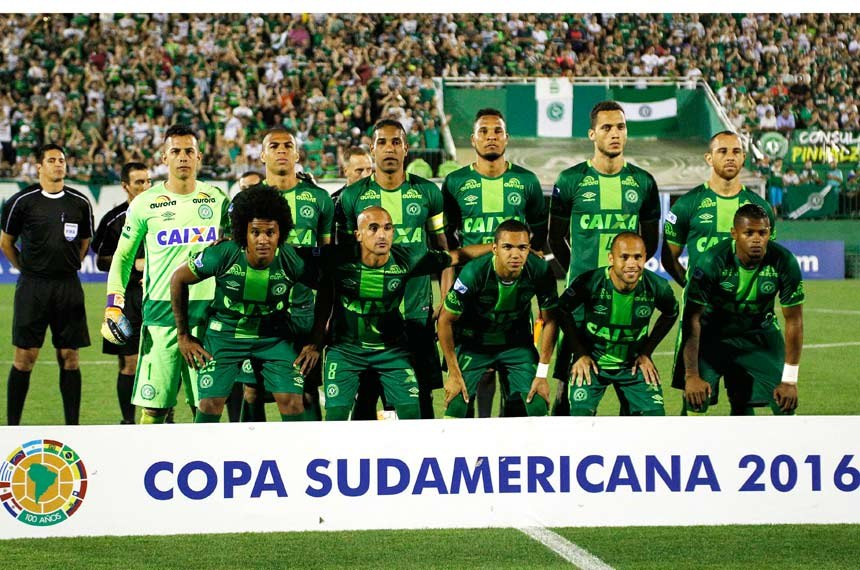
, vencedora da competição

Como consequência do desastre aéreo, o jogo de ida da final da Copa Sul-Americana, marcado para 30 de novembro, foi suspenso. Neste mesmo dia, milhares de pessoas compareceram ao Estádio Atanasio Girardot, que seria o palco da partida em Medellín, e na Arena Condá, estádio da Chapecoense, em Chapecó, para prestar homenagens às vítimas da tragédia. Da mesma forma, no dia 7 de dezembro, milhares de torcedores lotaram o Couto Pereira, onde deveria ter sido realizado a segunda partida da decisão, para homenagear a Chapecoense.
O Atlético Nacional enviou um pedido à CONMEBOL para que reconhecesse a Chapecoense como campeã como forma de homenagem às vítimas e à equipe brasileira. A solicitação foi acatada após reunião da CONMEBOL em 5 de dezembro de 2016, tornando a equipe a terceira agremiação brasileira a conquistar o troféu, e o clube colombiano foi condecorado com o prêmio Centenário da Conmebol ao Fair Play pela atitude.
Jogo de ida
| Cancelado | Atlético Nacional | – | Chapecoense | Estádio Atanasio Girardot, Medellín |
|           |                   |   |             |                                     |

Jogo de volta
| Cancelado | Chapecoense | – | Atlético Nacional | Estádio Couto Pereira, Curitiba |
|           |             |   |                   |                                 |

## Premiação
| Copa Sul-Americana de 2016     |
| Brasil                         |
| ------------------------------ |
| Chapecoense Campeã (1º título) |

## Estatísticas
| Gols | Jogador           | Time              |
| ---- | ----------------- | ----------------- |
| 6    | Cecilio Domínguez | Cerro Porteño     |
| 6    | Miguel Borja      | Atlético Nacional |
| 5    | Nicolás Blandi    | San Lorenzo       |
| 4    | Claudio Bieler    | Belgrano          |
| 4    | Leonardo Valencia | Palestino         |

| Total | Jogador               | Time                   |
| ----- | --------------------- | ---------------------- |
| 4     | Macnelly Torres       | Atlético Nacional      |
| 2     | Alejandro Guerra      | Atlético Nacional      |
| 2     | Christian Marrugo     | Independiente Medellín |
| 2     | Daniel Bocanegra      | Atlético Nacional      |
| 2     | Darwin González       | Deportivo La Guaira    |
| 2     | Dener                 | Chapecoense            |
| 2     | Diego Torres          | Palestino              |
| 2     | Fernando Belluschi    | San Lorenzo            |
| 2     | Gustavo Rojas         | Deportivo La Guaira    |
| 2     | Jhon Mosquera         | Atlético Nacional      |
| 2     | Juan                  | Coritiba               |
| 2     | Juan Fernando Caicedo | Independiente Medellín |
| 2     | Leonardo Valencia     | Palestino              |
| 2     | Matías Suárez         | Belgrano               |
| 2     | Orlando Berrío        | Atlético Nacional      |
| 2     | Sebastián Hernández   | Junior de Barranquilla |
| 2     | Vladimir Hernández    | Junior de Barranquilla |

### Hat-tricks
| Jogador           | Clube             | Adversário             | Placar | Data           | Ref.   |
| ----------------- | ----------------- | ---------------------- | ------ | -------------- | ------ |
| Guillermo Beltrán | Cerro Porteño     | Real Potosí            | 6–0    | 24 de agosto   | [ 36 ] |
| Rafael Moura      | Figueirense       | Flamengo               | 4–2    | 24 de agosto   | [ 37 ] |
| Grafite           | Santa Cruz        | Independiente Medellín | 3–1    | 28 de setembro | [ 38 ] |
| Cecilio Domínguez | Cerro Porteño     | Santa Fe               | 4–1    | 29 de setembro | [ 39 ] |
| Miguel Borja      | Atlético Nacional | Coritiba               | 3–1    | 26 de outubro  | [ 40 ] |

## Maiores públicos
Esses são os dez maiores públicos do campeonato:[carece de fontes?]
| Nº | Público | Mandante               | Placar | Visitante              | Estádio                 | Data           | Fase      | Ref.   |
| -- | ------- | ---------------------- | ------ | ---------------------- | ----------------------- | -------------- | --------- | ------ |
| 1  | 55 000  | Belgrano               | 1–2    | Coritiba               | Mario Alberto Kempes    | 28 de setembro | Oitavas   |        |
| 2  | 40 255  | Atlético Nacional      | 3–1    | Coritiba               | Atanasio Girardot       | 26 de outubro  | Quartas   |        |
| 3  | 35 000  | Cerro Porteño          | 2–0    | Independiente Medellín | Defensores del Chaco    | 25 de outubro  | Quartas   | [ 41 ] |
| 4  | 33 554  | Atlético Nacional      | 0–0    | Cerro Porteño          | Atanasio Girardot       | 24 de novembro | Semifinal |        |
| 5  | 32 000  | Cerro Porteño          | 1–1    | Atlético Nacional      | Defensores del Chaco    | 1 de novembro  | Semifinal | [ 42 ] |
| 6  | 31 793  | Independiente Medellín | 1–1    | Universidad Católica   | Atanasio Girardot       | 10 de agosto   | 1ª fase   |        |
| 7  | 30 000  | Peñarol                | 1–1    | Sportivo Luqueño       | Campeón del Siglo       | 16 de agosto   | 1ª fase   |        |
| 7  | 30 000  | Barcelona de Guayaquil | 1–1    | Zamora                 | Monumental de Guayaquil | 10 de agosto   | 1ª fase   | [ 43 ] |
| 7  | 30 000  | San Lorenzo            | 4–1    | Banfield               | Nuevo Gasómetro         | 13 de setembro | 2ª fase   |        |
| 10 | 25 000  | Independiente          | 1–0    | Lanús                  | Libertadores de América | 14 de setembro | 2ª fase   |        |
| 10 | 25 000  | Independiente          | 0–0    | Chapecoense            | Libertadores de América | 21 de setembro | Oitavas   | [ 44 ] |

## Classificação geral
Oficialmente a CONMEBOL não reconhece uma classificação geral de participantes na Copa Sul-Americana. A tabela a seguir classifica as equipes de acordo com a fase alcançada e considerando os critérios de desempate.
| Classificação final             | Classificação final    | Classificação final | Classificação final | Classificação final | Classificação final | Classificação final | Classificação final | Classificação final | Classificação final | Classificação final | Classificação final |
| Pos.                            | Times                  | P                   | J                   | V                   | E                   | D                   | GP                  | GC                  | SG                  |                     |                     |
| ------------------------------- | ---------------------- | ------------------- | ------------------- | ------------------- | ------------------- | ------------------- | ------------------- | ------------------- | ------------------- | ------------------- | ------------------- |
| Campeão                         |                        |                     |                     |                     |                     |                     |                     |                     |                     |                     |                     |
| 1                               | Chapecoense            | 10                  | 8                   | 2                   | 4                   | 2                   | 7                   | 4                   | +3                  |                     |                     |
| Vice-campeão                    |                        |                     |                     |                     |                     |                     |                     |                     |                     |                     |                     |
| 2                               | Atlético Nacional      | 20                  | 10                  | 5                   | 5                   | 0                   | 16                  | 5                   | +11                 |                     |                     |
| Eliminados nas semifinais       |                        |                     |                     |                     |                     |                     |                     |                     |                     |                     |                     |
| 3                               | Cerro Porteño          | 18                  | 10                  | 5                   | 3                   | 2                   | 16                  | 5                   | +11                 |                     |                     |
| 4                               | San Lorenzo            | 14                  | 8                   | 4                   | 2                   | 2                   | 11                  | 6                   | +5                  |                     |                     |
| Eliminados nas quartas de final |                        |                     |                     |                     |                     |                     |                     |                     |                     |                     |                     |
| 5                               | Palestino              | 16                  | 8                   | 5                   | 1                   | 2                   | 10                  | 6                   | +4                  |                     |                     |
| 6                               | Junior de Barranquilla | 15                  | 8                   | 4                   | 3                   | 1                   | 9                   | 6                   | +3                  |                     |                     |
| 7                               | Independiente Medellín | 11                  | 8                   | 3                   | 2                   | 3                   | 8                   | 8                   | 0                   |                     |                     |
| 8                               | Coritiba               | 7                   | 6                   | 2                   | 1                   | 3                   | 7                   | 9                   | –2                  |                     |                     |
| Eliminados nas oitavas de final |                        |                     |                     |                     |                     |                     |                     |                     |                     |                     |                     |
| 9                               | Montevideo Wanderers   | 10                  | 6                   | 2                   | 4                   | 0                   | 2                   | 0                   | +2                  |                     |                     |
| 10                              | Independiente          | 8                   | 4                   | 2                   | 2                   | 0                   | 3                   | 0                   | +3                  |                     |                     |
| 11                              | Deportivo La Guaira    | 8                   | 6                   | 2                   | 2                   | 2                   | 6                   | 6                   | 0                   |                     |                     |
| 12                              | Santa Cruz             | 7                   | 4                   | 2                   | 1                   | 1                   | 4                   | 3                   | +1                  |                     |                     |
| 13                              | Sol de América         | 7                   | 6                   | 1                   | 4                   | 1                   | 5                   | 6                   | –1                  |                     |                     |
| 14                              | Belgrano               | 6                   | 4                   | 2                   | 0                   | 2                   | 5                   | 4                   | +1                  |                     |                     |
| 15                              | Flamengo               | 6                   | 4                   | 2                   | 0                   | 2                   | 7                   | 7                   | 0                   |                     |                     |
| 16                              | Santa Fe               | 3                   | 2                   | 1                   | 0                   | 1                   | 3                   | 4                   | –1                  |                     |                     |

| Eliminados na segunda fase  |                           |   |   |   |   |   |    |    |    |
| Pos.                        | Times                     | P | J | V | E | D | GP | GC | SG |
| 17                          | Emelec                    | 7 | 4 | 2 | 1 | 1 | 8  | 5  | +3 |
| 18                          | Sportivo Luqueño          | 5 | 4 | 1 | 2 | 1 | 3  | 4  | –1 |
| 19                          | Bolívar                   | 4 | 4 | 1 | 1 | 2 | 4  | 4  | 0  |
| 20                          | Real Garcilaso            | 4 | 4 | 1 | 1 | 2 | 4  | 5  | –1 |
| 21                          | Sport Huancayo            | 4 | 4 | 1 | 1 | 2 | 3  | 4  | –1 |
| 22                          | Blooming                  | 4 | 4 | 1 | 1 | 2 | 2  | 4  | –2 |
| 23                          | Real Potosí               | 4 | 4 | 1 | 1 | 2 | 4  | 9  | –5 |
| 24                          | Figueirense               | 3 | 2 | 1 | 0 | 1 | 5  | 5  | 0  |
| 25                          | Vitória                   | 3 | 2 | 1 | 0 | 1 | 2  | 2  | 0  |
| 26                          | Banfield                  | 3 | 2 | 1 | 0 | 1 | 3  | 4  | –1 |
| 27                          | Cuiabá                    | 3 | 2 | 1 | 0 | 1 | 2  | 3  | –1 |
| 28                          | Estudiantes               | 3 | 2 | 1 | 0 | 1 | 1  | 2  | –1 |
| 29                          | Zamora                    | 2 | 4 | 0 | 2 | 2 | 2  | 4  | –2 |
| 30                          | Sport                     | 1 | 2 | 0 | 1 | 1 | 0  | 1  | –1 |
| 31                          | Lanús                     | 0 | 2 | 0 | 0 | 2 | 0  | 3  | –3 |
| Eliminados na primeira fase |                           |   |   |   |   |   |    |    |    |
| 32                          | Aucas                     | 3 | 2 | 1 | 0 | 1 | 2  | 2  | 0  |
| 33                          | Plaza Colonia             | 3 | 2 | 1 | 0 | 1 | 1  | 1  | 0  |
| 34                          | Universidad de Concepción | 3 | 2 | 1 | 0 | 1 | 2  | 3  | –1 |
| 35                          | Fénix                     | 3 | 2 | 1 | 0 | 1 | 1  | 2  | –1 |
| 36                          | Barcelona de Guayaquil    | 2 | 2 | 0 | 2 | 0 | 2  | 2  | 0  |
| 36                          | Deportivo Anzoátegui      | 2 | 2 | 0 | 2 | 0 | 2  | 2  | 0  |
| 36                          | Jorge Wilstermann         | 2 | 2 | 0 | 2 | 0 | 2  | 2  | 0  |
| 39                          | Peñarol                   | 2 | 2 | 0 | 2 | 0 | 1  | 1  | 0  |
| 40                          | O'Higgins                 | 2 | 2 | 0 | 2 | 0 | 0  | 0  | 0  |
| 41                          | Universidad Católica      | 1 | 2 | 0 | 1 | 1 | 1  | 2  | –1 |
| 42                          | Deportes Tolima           | 1 | 2 | 0 | 1 | 1 | 0  | 1  | –1 |
| 43                          | Universidad Católica      | 1 | 2 | 0 | 1 | 1 | 2  | 4  | –2 |
| 44                          | Deportivo Lara            | 0 | 2 | 0 | 0 | 2 | 2  | 5  | –3 |
| 45                          | Libertad                  | 0 | 2 | 0 | 0 | 2 | 0  | 4  | –4 |
| 46                          | Universitario             | 0 | 2 | 0 | 0 | 2 | 1  | 6  | –5 |
| 47                          | Deportivo Municipal       | 0 | 2 | 0 | 0 | 2 | 0  | 6  | –6 |